# Guerra d'Independència de Cuba
La Guerra d'independència cubana o Guerra del 95, és el nom amb el qual es coneix l'última guerra per la independència dels cubans contra el domini espanyol i és potser una de les últimes guerres americanes contra el Regne d'Espanya. La guerra es va iniciar en 1895 amb el "Crit de Baire" i va acabar amb la rendició de les tropes reialistes davant l'avanç de l'Armada nord-americana el 1898, en la ja Guerra Hispano-estatunidenca.

## Antecedents
El segle xix va representar per Espanya la pèrdua dels virregnats americans; cap a les darreries del segle només tenia ja uns pocs territoris d'ultramar entre les quals es comptaven Cuba, Puerto Rico, les Filipines i Guinea. A Cuba les idees independentistes havien estat latents des de la fi de la Guerra dels Deu Anys, però les condicions no van permetre l'èxit de cap dels intents d'aixecament contra el govern central. El gèrmen de la llibertat i el descontentament popular comú en totes les gestes independentistes hispanoamericanes havia donat origen a la Guerra dels Deu Anys i continuava vigent i, tot i que l'esclavitud s'havia abolit, les condicions dels negres i mulats a la colònia eren deplorables. No obstant això, haurien de passar alguns anys perquè l'organitzador José Martí preparés la insurrecció. El líder, d'origen valencià i canari va unir múltiples figures i va aconseguir representar la unitat i els interessos populars.

## José Martí
La transcendència que José Martí tindria en la Història d'Amèrica i en particular en la de Cuba com un dels herois de la llibertat i defensor de la sobirania va començar ja en la seva adolescència: va ser enviat a la presó per haver escrit una carta a un company de classes en la qual el titllava de traïdor per haver-se unit a la "policia criolla" que servia als interessos d'Espanya.
Després d'estar empresonat va ser deportat a Espanya, on va estudiar. El seu retorn a Cuba va estar marcat per una constant vigilància per part de les forces de seguretat espanyoles, fet que el va obligar a viatjar per altres països americans com Guatemala, Veneçuela, Mèxic i Estats Units. En aquest últim país va rebre suport dels exiliats cubans i de les comunitats cubanes de Tampa i Nova York, Martí va organitzar el Partit Revolucionari Cubà el principal objectiu del qual era assolir la independència de Cuba. Més tard, els separatistes es van unir amb el compromís que una vegada alliberada Cuba, les forces independentistes fessin el mateix amb Puerto Rico.
Coneixedor de les raons del fracàs de la Guerra dels Deu Anys, Martí va preparar les condicions perquè no es repetissin, donant-li per força militar un poder il·limitat quant a estratègia i tàctica, però deixant al poder civil solament la tasca de sostenir diplomàtica, financera i legalment la guerra i de governar en els territoris alliberats. Martí va viatjar a Costa Rica, on vivia Antonio Maceo, per a convèncer-lo de la necessitat de la seva experiència en la gesta d'independència. El mateix va fer amb Máximo Gómez qui vivia a Haití. Fou aquí país on es va signar el Manifest de Montecristi que expressa la necessitat de la Independència de Cuba. Al capdavant d'una reduïda força militar van desembarcar a Playitas de Cajobabo per a coincidir amb el Crit de Baire i aixecaments en diversos zones de l'orient de Cuba.

## La guerra
Amb l'experiència de la Guerra dels Deu Anys, un major suport de les forces polítiques i una major consciència nacional, els alliberadors conceberen la campanya "Invasió d'Occident" que tenia la fi de prendre's aquest sector de l'illa. No va ser difícil sotmetre l'Orient de Cuba on les forces reialistes van tenir grans dificultats per a contenir els independentistes. No obstant això, José Martí i Antonio Maceo van morir en la lluita: Martí gairebé a l'inici de la guerra (19 de maig del 1895) i Maceo en una emboscada a l'oest de l'Havana el 7 de desembre de 1897 (episodi que narrà el cap del seu Estat Major, el català Josep de Miró i Argenter).
Entre les moltes victòries obtingudes pels soldats cubans es destaca l'Encreuament de les Trochas: La primera era un cadena de forts i tropes reialistes que s'estenia de Júcaro a Morón en el que actualment és la província de Ciego de Ávila (gairebé al centre del país) amb l'objectiu d'impedir l'encreuament de les tropes libertadoras cap a l'occident. El pas d'aquesta trocha representava no sols una necessitat per l'assoliment de la Campanya d'alliberament de l'Occident, sinó a més una victòria que demostraria el desenvolupament militar dels insurgents. Les tropes independentistes albiraven la victòria final quan la guerra prendria altre rumb: el Cuirassat nord-americà Maine, que estava de visita a la Badia de l'Havana va explotar.

## La Guerra Cubana-Hispano-Estatunidenca
L'explosió del Cuirassat Nord-americà Maine va significar l'entrada dels Estats Units en el conflicte. La declaració de guerra a Espanya no es va deixar esperar i els combats que abans es van centrar en terra, es traslladaren al mar: Les flotes reialistes no van poder respondre als moderns cuirassats nord-americans. La presa de Santiago de Cuba i la superioritat militar de les tropes nord-americanes van obligar els espanyols a rendir-se en 1898. El succés va obrir pas a l'ocupació nord-americana de Cuba fins a 1902.
En el Tractat de París, Espanya cedia les seves capitanies generals d'ultramar (Cuba, Puerto Rico i Filipines) als Estats Units. L'exclusió dels representants dels tres territoris va evidenciar l'ànim colonialista dels Estats Units, encara que les forces independentistes d'aquests països van dur el major pes de la guerra.

## Transició democràtica
El descontentament dels alliberadors en veure canviar la seva terra d'amo, no es va deixar esperar. Si bé Puerto Rico i Filipines van continuar per més dècades com colònies dels Estats Units, les pressions cubanes per a constituir el seu propi país van fer que ben aviat Estats Units preparés la seva retirada. Van crear-se les condicions necessàries, deixant oberta la possibilitat d'una intervenció si calia, però el 20 de maig de 1902 naixeria la República de Cuba amb la presa de possessió del seu primer president, Tomás Estrada Palma.